# Soudní dvůr Evropské unie
Soudní dvůr Evropské unie (dříve Evropský soudní dvůr; ESD) je nejvyšším soudem Evropské unie. Byl zřízen v roce 1952 a sídlí v Lucemburku na rozdíl od většiny ostatních institucí EU, které sídlí v Bruselu. V čele Soudního dvora EU je předseda a za každý stát EU v něm je 1 soudce. Soudní dvůr Evropské unie zajišťuje dodržování práva při výkladu a provádění smluv EU, konkrétně
- přezkoumává legalitu aktů orgánů Evropské unie,
- dbá na dodržování povinností členských států vyplývajících ze Smluv a
- vykládá právo Unie na žádost vnitrostátních soudů.

Soudní dvůr Evropské unie zahrnuje dva soudní orgány, Soudní dvůr a Tribunál.

## Historie
ESD byl zřízen v roce 1952 Pařížskou smlouvou v rámci Evropského společenství uhlí a oceli. Původně se skládal ze sedmi soudců. Tento počet byl shledán ideálním z hlediska reprezentativnosti soudu a také vzhledem k tomu, že se nikdy nemohlo stát, že by rozhodování dopadlo nerozhodně. Na základě Římských smluv se v roce 1958 stal společnou soudní institucí Evropského společenství uhlí a oceli, Euratomu a Evropského hospodářského společenství.
Když v roce 1992 Maastrichtská smlouva vytvořila Evropskou unii, název tohoto soudu se na rozdíl od názvu ostatních institucí nezměnil. Ale jeho kompetence se nadále týkaly hlavně věcí spadající pod první pilíř EU.

## Složení, organizace

Interiér starého paláce Soudního dvora EU

Od Maastrichtské smlouvy počet soudců odpovídá počtu členských států. V současnosti je složen ze 27 soudců volených na dobu 6 let (opětovné jmenování je možné) na základě dohody členských států. V praxi každý členský stát navrhuje svého soudce. Soudce musí být z řad osob, které v tomto státě mohou zastávat nejvyšší soudní funkce. Ze svého středu soudci volí předsedu na dobu tří let. V zájmu efektivnosti není založen na rozhodování v plénu, nýbrž obvykle zasedá jako „velký senát“ složený pouze ze 13 soudců nebo v senátech po pěti nebo třech soudcích. Soudci jsou samozřejmě povinni být nezávislí, a to jak obecně, tak na členských státech. To mimo jiné znamená, že nesmí přijímat žádné instrukce od států, který je do ESD delegoval.
Kromě soudců působí u soudního dvora (nyní v počtu jedenácti) také tzv. generální advokáti. S běžně chápaným pojmem „advokát“ nemají ovšem generální advokáti nic společného. Mohou se dotazovat účastníků soudního řízení a podávat vlastní "názory" na řešení konkrétní věci ještě před tím, než soudci rozhodnou. Soudci nejsou oficiálně povinni se těmito názory řídit. Od roku 2003 jsou generální advokáti požádání o vyslovení svého názoru zpravidla jenom tehdy, pokud soud řeší nějakou novou právní otázku. Smysl tohoto jejich počínání je v tom, že dochází k dvojímu právnímu posouzení dané věci, a je tak částečně kompenzována jednoinstančnost Soudního dvora. Soudní dvůr se ve svém rozhodnutí může ztotožnit se závěry generálního advokáta, nebo také rozhodnout zcela jinak.

## Jednotlivé druhy řízení
Soudní dvůr rozhoduje spory mezi orgány Společenství, mezi orgány Společenství a členskými státy a mezi členskými státy navzájem; výjimečně může řízení zahájit i vnitrostátní subjekt (jednotlivec). K Soudnímu dvoru lze přímo podat zejména následující žaloby:
1.	Žaloba na porušení povinnosti – Tato žaloba směřuje proti členskému státu, který nesplnil některou svou povinnost (typicky neprovedl směrnici). Může ji podat jiný členský stát nebo Komise. V praxi státy tuto žalobu podávají zřídkakdy a raději tuto nevděčnou možnost přenechávají Komisi. Soudní dvůr ve svém rozsudku může konstatovat porušení povinnosti. Pokud i po takovémto rozsudku členský stát své povinnosti neplní, může za to být postižen pokutami.
2.	Žaloba na neplatnost aktu Společenství – Touto žalobou lze napadnout legalitu aktů Společenství, kdy žalující může tvrdit nesplnění procedurálních pravidel nutných pro přijetí napadaného rozhodnutí, překročení pravomocí orgánu, který akt přijal, či existenci formálních vad aktu (např. neexistenci povinného odůvodnění). Může ji podat členský stát, Rada, Parlament, nebo Komise. Výjimečně ji může podat i jednotlivec, ale jen v případě kdy je napadeným aktem přímo dotčen. Tuto žalobu lze podat pouze do dvou měsíců od zveřejnění aktu v Úředním věstníku, případně od doby kdy se o něm adresát dozvěděl. Soudní dvůr může prohlásit akt za neplatný.
3.	Žaloba na nečinnost – Touto žalobou lze napadnout nepřijetí rozhodnutí Komisí, Radou či Parlamentem pokud je tato nečinnost v rozporu se zřizovacími smlouvami Společenství. Mohou ji podat ostatní orgány Společenství, případně i jednotlivec, pokud má být akt určen jemu. Soudní dvůr může (pouze) konstatovat nepřijetí aktu.
4.	Žaloba na náhradu škody – Touto žalobou lze požadovat náhradu škody, která byla způsobena orgány Společenství nebo jeho zaměstnanci při výkonu jejich funkcí. Škodu lze ovšem uplatňovat pouze v případě protiprávnosti tohoto jednání, nikoliv pokud byla někomu způsobena újma postupem v souladu s právem. Žalobu může podat kdokoliv.
Kromě toho lze k soudnímu dvoru podat dvě žaloby nepřímo:
1.	Žaloba na neaplikovatelnost aktu – Tato žaloba může směřovat pouze proti aktu v podobě nařízení. Lze ji podat pouze v rámci jiného řízení před Soudním dvorem. Jedná se o žalobu podobnou žalobě na neplatnost aktu, s tím rozdílem, že v tomto případě se nevyslovuje neplatnost aktu (nařízení nepřestane být součástí práva Společenství), ale jen jeho neaplikovatelnost, kdy se tento akt nepoužije v konkrétním případě. Další rozdíl spočívá v tom, že podání této žaloby není omezeno dvouměsíční lhůtou.
2.	Prejudiciální řízení (řízení o předběžné otázce) – Jedná se o velmi specifické řízení mimořádného významu. Jeho smyslem je zajistit jednotnou a správnou aplikaci norem Společenství vnitrostátními soudy členských států. Vnitrostátní soudy se mohou, respektive v případech řízení, ve kterých má být vydáno rozhodnutí, proti kterému není řádného opravného prostředku se musejí, obrátit na Soudní dvůr, pokud pro své rozhodnutí potřebují vyřešit otázku platnosti či výkladu aktů Společenství. Soudní dvůr v prejudiciálním řízení tuto otázku závazně rozhodne a teprve poté může vnitrostátní soud rozhodnout ve věci samé. V této souvislosti je třeba zdůraznit, že Soudní dvůr není nadřízeným soudem soudů členských států. Jeho působnost v řízení o předběžné otázce je striktně vymezena na otázky platnosti a výkladu práva Společenství, rozhodně nemůže např. řešit otázky skutkového stavu. Na tom nic nemění ani skutečnost, že rozhodnutí o prejudiciální otázce může fakticky určit jak pak vnitrostátní soud v dané věci rozhodne. V případě, kdy vnitrostátní soud poruší své povinnosti v souvislosti se řízením o předběžné otázce, např. nepoloží otázku Soudnímu dvoru, když tak učinit měl, může dojít ke vzniku nároku jednotlivce na náhradu škody vůči členskému státu jehož soud takto pochybil.

## Význam
Soudní dvůr představuje hnací motor pro rozvoj práva Evropské unie (dříve nazývaného "komunitární právo") i Evropské unie vůbec. Jeho význam spočívá nejenom v jeho pravomoci rozhodovat v právě uvedených řízeních, ale i v tom, že v rámci těchto řízení se vyslovuje i k zásadním otázkám celého práva Společenství a svým výkladem toto právo dotváří. Rozhodnutími Soudního dvora tak například byla rozpracována problematika účinků práva Společenství v členských státech nad rámec toho, co by bylo možné na první pohled vyčíst ze zřizovacích smluv. Soudní dvůr totiž postupuje nejen s ohledem na doslovné znění právní úpravy, ale ve svých rozhodnutích se odvolává i na její smysl a zejména na obecné zásady právní a postupy obvyklé v mezinárodním právu včetně právních zvyklostí.
Pro pochopení role Soudního dvora je potřebné si uvědomit, že Evropská unie sestává z řady států, z nichž každý má své vlastní vnitrostátní právo. Evropské právo je však jen jedno a bylo třeba zabránit tomu, aby bylo v každém členském státě při své aplikaci vykládáno jinak. Proto byla Soudnímu dvoru svěřena úloha tento výklad sjednocovat a Soudní dvůr neváhá této své pravomoci hojně využívat.

## Tribunál
Vedle dvora funguje od roku 1989 Tribunál (před Lisabonskou smlouvou a v některých jazykových verzích Lisabonské smlouvy dodnes pojmenovaný Soud prvního stupně), který rozhoduje některé spory v první instanci. Soudní dvůr v těchto sporech má roli odvolacího soudu. Specializovaným orgánem Soudního dvora byl do 1. září 2016 i Soud pro veřejnou službu, který rozhodoval pracovní spory mezi Společenstvím a jeho zaměstnanci. Dále Tribunál rozhoduje o žalobách podaných jednotlivci.

## Předsedové Soudního dvora
| Období     | Předseda                      | Stát           |
| 1952–1958  | Massimo Pilotti               | Itálie         |
| 1958–1964  | Andreas Matthias Donner       | Nizozemsko     |
| 1964–1967  | Charles Léon Hammes           | Lucembursko    |
| 1967–1976  | Robert Lecourt                | Francie        |
| 1976–1980  | Hans Kutscher                 | Německo        |
| 1980–1984  | Josse Mertens de Wilmars      | Belgie         |
| 1984–1988  | John Mackenzie-Stuart         | Velká Británie |
| 1988–1994  | Ole Due                       | Dánsko         |
| 1994–2003  | Gil Carlos Rodriguez Iglesias | Španělsko      |
| 2003–2015  | Vassilios Skouris             | Řecko          |
| 2015–dosud | Koen Lenaerts                 | Belgie         |
|            |                               |                |